# Rugby-Union-Juniorenweltmeisterschaft 2014
Die Rugby-Union-Juniorenweltmeisterschaft 2014 (engl. 2014 IRB Junior World Championship) war die siebte Ausgabe der Weltmeisterschaft für U20-Junioren-Nationalmannschaften in der Sportart Rugby Union. Sie fand vom 2. bis 20. Juni 2014 in Neuseeland statt. Den Juniorenweltmeistertitel gewann zum zweiten Mal England.
Zwei Monate zuvor fand in Hongkong die IRB Junior World Rugby Trophy 2014 für tiefer eingestufte Mannschaften statt.

## Austragungsorte
Sämtliche Spiele fanden an folgenden Orten auf der Nordinsel statt:
| Ort      | Stadion               | Kapazität |
| -------- | --------------------- | --------- |
| Auckland | Eden Park             | 50.000    |
| Auckland | North Harbour Stadium | 25.000    |
| Pukekohe | ECOLight Stadium      | 12.000    |

## Vorrunde

### Gruppe A
|    | Land        | Spiele | Siege | Unent. | Ndlg. | Spiel- punkte | Diff. | Bonus- punkte | Tabellen- punkte |
| -- | ----------- | ------ | ----- | ------ | ----- | ------------- | ----- | ------------- | ---------------- |
| 1. | England     | 3      | 3     | 0      | 0     | 118:43        | + 75  | 2             | 14               |
| 2. | Australien  | 3      | 2     | 0      | 1     | 89:58         | + 31  | 2             | 10               |
| 3. | Italien     | 3      | 1     | 0      | 2     | 35:118        | − 83  | 0             | 4                |
| 4. | Argentinien | 3      | 0     | 0      | 3     | 59:82         | − 23  | 2             | 2                |

| 2. Juni 2014 13:35 NZST | Argentinien     | 17 : 36 | Australien | ECOLight Stadium, Pukekohe Schiedsrichter: Marius van der Westhuizen (Südafrika) |
| 2. Juni 2014 13:35 NZST | (10:16) Bericht |         |            | ECOLight Stadium, Pukekohe Schiedsrichter: Marius van der Westhuizen (Südafrika) |

| 2. Juni 2014 17:35 NZST | England        | 63 : 3 | Italien | ECOLight Stadium, Pukekohe Schiedsrichter: Angus Gardner (Australien) |
| 2. Juni 2014 17:35 NZST | (23:3) Bericht |        |         | ECOLight Stadium, Pukekohe Schiedsrichter: Angus Gardner (Australien) |

| 6. Juni 2014 15:35 NZST | Argentinien     | 26 : 29 | Italien | North Harbour Stadium, Auckland Schiedsrichter: Matt O’Brien (Australien) |
| 6. Juni 2014 15:35 NZST | (13:17) Bericht |         |         | North Harbour Stadium, Auckland Schiedsrichter: Matt O’Brien (Australien) |

| 6. Juni 2014 17:35 NZST | England         | 38 : 24 | Australien | North Harbour Stadium, Auckland Schiedsrichter: Ben O’Keeffe (Neuseeland) |
| 6. Juni 2014 17:35 NZST | (24:17) Bericht |         |            | North Harbour Stadium, Auckland Schiedsrichter: Ben O’Keeffe (Neuseeland) |

| 10. Juni 2014 15:35 NZST | Australien     | 29 : 3 | Italien | ECOLight Stadium, Pukekohe Schiedsrichter: Vlad Iordăchescu (Rumänien) |
| 10. Juni 2014 15:35 NZST | (24:3) Bericht |        |         | ECOLight Stadium, Pukekohe Schiedsrichter: Vlad Iordăchescu (Rumänien) |

| 10. Juni 2014 17:35 NZST | England       | 17 : 16 | Argentinien | North Harbour Stadium, Auckland Schiedsrichter: Joaquín Montes (Uruguay) |
| 10. Juni 2014 17:35 NZST | (9:6) Bericht |         |             | North Harbour Stadium, Auckland Schiedsrichter: Joaquín Montes (Uruguay) |

### Gruppe B
|    | Land       | Spiele | Siege | Unent. | Ndlg. | Spiel- punkte | Diff. | Bonus- punkte | Tabellen- punkte |
| -- | ---------- | ------ | ----- | ------ | ----- | ------------- | ----- | ------------- | ---------------- |
| 1. | Irland     | 3      | 3     | 0      | 0     | 86:40         | + 46  | 3             | 11               |
| 2. | Wales      | 3      | 2     | 0      | 1     | 82:57         | + 25  | 1             | 9                |
| 3. | Frankreich | 3      | 1     | 0      | 2     | 59:31         | + 28  | 1             | 9                |
| 4. | Fidschi    | 3      | 0     | 0      | 3     | 24:123        | − 89  | 0             | 0                |

| 2. Juni 2014 15:35 NZST | Wales           | 48 : 19 | Fidschi | ECOLight Stadium, Pukekohe Schiedsrichter: Akihisa Aso (Japan) |
| 2. Juni 2014 15:35 NZST | (29:12) Bericht |         |         | ECOLight Stadium, Pukekohe Schiedsrichter: Akihisa Aso (Japan) |

| 2. Juni 2014 17:35 NZST | Frankreich      | 19 : 13 | Irland | North Harbour Stadium, Auckland Schiedsrichter: Matt O’Brien (Australien) |
| 2. Juni 2014 17:35 NZST | (16:10) Bericht |         |        | North Harbour Stadium, Auckland Schiedsrichter: Matt O’Brien (Australien) |

| 6. Juni 2014 15:35 NZST | Frankreich    | 37 : 5 | Fidschi | ECOLight Stadium, Pukekohe Schiedsrichter: Vlad Iordăchescu (Rumänien) |
| 6. Juni 2014 15:35 NZST | (8:0) Bericht |        |         | ECOLight Stadium, Pukekohe Schiedsrichter: Vlad Iordăchescu (Rumänien) |

| 6. Juni 2014 17:35 NZST | Wales          | 21 : 35 | Irland | ECOLight Stadium, Pukekohe Schiedsrichter: Federico Anselmi (Argentinien) |
| 6. Juni 2014 17:35 NZST | (14:7) Bericht |         |        | ECOLight Stadium, Pukekohe Schiedsrichter: Federico Anselmi (Argentinien) |

| 10. Juni 2014 15:35 NZST | Irland         | 38 : 0 | Fidschi | North Harbour Stadium, Auckland Schiedsrichter: Alexandre Ruiz (Frankreich) |
| 10. Juni 2014 15:35 NZST | (17:0) Bericht |        |         | North Harbour Stadium, Auckland Schiedsrichter: Alexandre Ruiz (Frankreich) |

| 10. Juni 2014 15:35 NZST | Wales         | 13 : 3 | Frankreich | North Harbour Stadium, Auckland Schiedsrichter: Marius van der Westhuizen (Südafrika) |
| 10. Juni 2014 15:35 NZST | (6:3) Bericht |        |            | North Harbour Stadium, Auckland Schiedsrichter: Marius van der Westhuizen (Südafrika) |

### Gruppe C
|    | Land       | Spiele | Siege | Unent. | Ndlg. | Spiel- punkte | Diff. | Bonus- punkte | Tabellen- punkte |
| -- | ---------- | ------ | ----- | ------ | ----- | ------------- | ----- | ------------- | ---------------- |
| 1. | Südafrika  | 3      | 3     | 0      | 0     | 115:37        | + 78  | 2             | 14               |
| 2. | Neuseeland | 3      | 2     | 0      | 1     | 126:52        | + 74  | 2             | 10               |
| 3. | Samoa      | 3      | 1     | 0      | 2     | 47:87         | − 40  | 0             | 4                |
| 4. | Schottland | 3      | 0     | 0      | 3     | 30:142        | − 112 | 0             | 0                |

| 2. Juni 2014 15:35 NZST | Südafrika      | 61 : 5 | Schottland | North Harbour Stadium, Auckland Schiedsrichter: Joaquín Montes (Uruguay) |
| 2. Juni 2014 15:35 NZST | (14:5) Bericht |        |            | North Harbour Stadium, Auckland Schiedsrichter: Joaquín Montes (Uruguay) |

| 2. Juni 2014 19:35 NZST | Neuseeland     | 48 : 12 | Samoa | North Harbour Stadium, Auckland Schiedsrichter: Federico Anselmi (Argentinien) |
| 2. Juni 2014 19:35 NZST | (22:7) Bericht |         |       | North Harbour Stadium, Auckland Schiedsrichter: Federico Anselmi (Argentinien) |

| 6. Juni 2014 16:30 NZST | Irland         | 18 : 27 | Schottland | ECOLight Stadium, Pukekohe Schiedsrichter: Angus Gardner (Australien) |
| 6. Juni 2014 16:30 NZST | (8:10) Bericht |         |            | ECOLight Stadium, Pukekohe Schiedsrichter: Angus Gardner (Australien) |

| 6. Juni 2014 18:30 NZST | Neuseeland      | 24 : 33 | Südafrika | North Harbour Stadium, Auckland Schiedsrichter: Alexandre Ruiz (Frankreich) |
| 6. Juni 2014 18:30 NZST | (17:14) Bericht |         |           | North Harbour Stadium, Auckland Schiedsrichter: Alexandre Ruiz (Frankreich) |

| 10. Juni 2014 17:35 NZST | Samoa         | 8 : 21 | Südafrika | ECOLight Stadium, Pukekohe Schiedsrichter: Ben O’Keeffe (Neuseeland) |
| 10. Juni 2014 17:35 NZST | (8:7) Bericht |        |           | ECOLight Stadium, Pukekohe Schiedsrichter: Ben O’Keeffe (Neuseeland) |

| 10. Juni 2014 19:35 NZST | Neuseeland     | 54 : 7 | Schottland | ECOLight Stadium, Pukekohe Schiedsrichter: Akihisa Aso (Japan) |
| 10. Juni 2014 19:35 NZST | (21:0) Bericht |        |            | ECOLight Stadium, Pukekohe Schiedsrichter: Akihisa Aso (Japan) |

## Setzliste
Die Setzliste für die K.-o.-Phase, basierend auf den Ergebnissen der Vorrunde.
|                           | Land        | Gruppe | Diff. | Punkte |
| ------------------------- | ----------- | ------ | ----- | ------ |
| Finalrunde                |             |        |       |        |
| 01.                       | Südafrika   | C      | + 78  | 14     |
| 02.                       | England     | A      | + 75  | 14     |
| 03.                       | Irland      | B      | + 46  | 11     |
| 04.                       | Neuseeland  | C      | + 74  | 10     |
| Playoff um Platz 5 bis 8  |             |        |       |        |
| 05.                       | Australien  | A      | + 31  | 10     |
| 06.                       | Wales       | B      | + 25  | 9      |
| 07.                       | Frankreich  | B      | + 28  | 9      |
| 08.                       | Samoa       | C      | − 40  | 4      |
| Playoff um Platz 9 bis 12 |             |        |       |        |
| 09.                       | Italien     | B      | − 83  | 4      |
| 10.                       | Argentinien | C      | − 23  | 2      |
| 11.                       | Fidschi     | B      | − 89  | 0      |
| 12.                       | Schottland  | A      | − 112 | 0      |

## K.-o.-Phase

### Playoff um Platz 9 bis 12
|  | Halbfinale         | Halbfinale         |                   |    | 9. Platz          | 9. Platz          |
|  |                    |                    |                   |    |                   |                   |
|  | Argentinien        | 38                 |                   |    |                   |                   |
|  | Fidschi            | 12                 |                   |    |                   |                   |
|  | 15. Juni, Pukekohe |                    |                   |    |                   |                   |
|  |                    |                    | 9. Juni, Auckland |    |                   |                   |
|  | Argentinien        | 41                 |                   |    |                   |                   |
|  |                    | Schottland         | 21                |    |                   |                   |
|  |                    |                    |                   |    |                   |                   |
|  | 11. Platz          |                    |                   |    |                   |                   |
|  | 15. Juni, Pukekohe | 15. Juni, Pukekohe | Fidschi           | 17 |                   |                   |
|  | Italien            | 18                 | Italien           | 22 |                   |                   |
|  | Schottland         | 21                 |                   |    | 9. Juni, Auckland | 9. Juni, Auckland |

Halbfinale
| 15. Juni 2014 12:35 NZST | Argentinien    | 38 : 12 | Fidschi | ECOlight Stadium, Pukekohe Schiedsrichter: Ben O’Keefe (Neuseeland) |
| 15. Juni 2014 12:35 NZST | (21:0) Bericht |         |         | ECOlight Stadium, Pukekohe Schiedsrichter: Ben O’Keefe (Neuseeland) |

| 15. Juni 2014 15:05 NZST | Italien        | 18 : 21 | Schottland | ECOlight Stadium, Pukekohe Schiedsrichter: Joaquín Montes (Uruguay) |
| 15. Juni 2014 15:05 NZST | (11:0) Bericht |         |            | ECOlight Stadium, Pukekohe Schiedsrichter: Joaquín Montes (Uruguay) |

Spiel um Platz 11
| 20. Juni 2014 12:35 NZST | Fidschi        | 17 : 22 | Italien | North Harbour Stadium, Auckland Schiedsrichter: Vlad Iordăchescu (Rumänien) |
| 20. Juni 2014 12:35 NZST | (3:12) Bericht |         |         | North Harbour Stadium, Auckland Schiedsrichter: Vlad Iordăchescu (Rumänien) |

Spiel um Platz 9
| 20. Juni 2014 15:05 NZST | Argentinien    | 41 : 21 | Schottland | North Harbour Stadium, Auckland Schiedsrichter: Angus Gardner (Australien) |
| 20. Juni 2014 15:05 NZST | (23:7) Bericht |         |            | North Harbour Stadium, Auckland Schiedsrichter: Angus Gardner (Australien) |

### Playoff um Platz 5 bis 8
|  | Halbfinale         | Halbfinale         |                    |    | 5. Platz           | 5. Platz           |
|  |                    |                    |                    |    |                    |                    |
|  | Australien         | 53                 |                    |    |                    |                    |
|  | Samoa              | 16                 |                    |    |                    |                    |
|  | 15. Juni, Auckland |                    |                    |    |                    |                    |
|  |                    |                    | 20. Juni, Auckland |    |                    |                    |
|  | Frankreich         | 27                 |                    |    |                    |                    |
|  |                    | Australien         | 34                 |    |                    |                    |
|  |                    |                    |                    |    |                    |                    |
|  | 7. Platz           |                    |                    |    |                    |                    |
|  | 15. Juni, Pukekohe | 15. Juni, Pukekohe | Wales              | 20 |                    |                    |
|  | Wales              | 18                 | Samoa              | 3  |                    |                    |
|  | Frankreich         | 19                 |                    |    | 20. Juni, Auckland | 20. Juni, Auckland |

Halbfinale
| 15. Juni 2014 14:35 NZST | Australien     | 53 : 16 | Samoa | North Harbour Stadium, Auckland Schiedsrichter: Marius van der Westhuizen (Südafrika) |
| 15. Juni 2014 14:35 NZST | (29:6) Bericht |         |       | North Harbour Stadium, Auckland Schiedsrichter: Marius van der Westhuizen (Südafrika) |

| 15. Juni 2014 17:35 NZST | Wales           | 18 : 19 | Frankreich | ECOlight Stadium, Pukekohe Schiedsrichter: Matt O’Brien (Australien) |
| 15. Juni 2014 17:35 NZST | (15:12) Bericht |         |            | ECOlight Stadium, Pukekohe Schiedsrichter: Matt O’Brien (Australien) |

Spiel um Platz 7
| 20. Juni 2014 17:35 NZST | Wales          | 20 : 3 | Samoa | North Harbour Stadium, Auckland Schiedsrichter: Akihisa Aso (Japan) |
| 20. Juni 2014 17:35 NZST | (13:3) Bericht |        |       | North Harbour Stadium, Auckland Schiedsrichter: Akihisa Aso (Japan) |

Spiel um Platz 5
| 20. Juni 2014 14:35 NZST | Frankreich      | 27 : 34 | Australien | Eden Park, Auckland Schiedsrichter: Federico Anselmi (Argentinien) |
| 20. Juni 2014 14:35 NZST | (24:14) Bericht |         |            | Eden Park, Auckland Schiedsrichter: Federico Anselmi (Argentinien) |

### Finalrunde
|  | Halbfinale         | Halbfinale         |                    |    | Finale             | Finale             |
|  |                    |                    |                    |    |                    |                    |
|  | England            | 42                 |                    |    |                    |                    |
|  | Irland             | 15                 |                    |    |                    |                    |
|  | 15. Juni, Auckland |                    |                    |    |                    |                    |
|  |                    |                    | 20. Juni, Auckland |    |                    |                    |
|  | England            | 21                 |                    |    |                    |                    |
|  |                    | Südafrika          | 20                 |    |                    |                    |
|  |                    |                    |                    |    |                    |                    |
|  | 3. Platz           |                    |                    |    |                    |                    |
|  | 15. Juni, Auckland | 15. Juni, Auckland | Irland             | 23 |                    |                    |
|  | Südafrika          | 32                 | Neuseeland         | 45 |                    |                    |
|  | Neuseeland         | 25                 |                    |    | 20. Juni, Auckland | 20. Juni, Auckland |

Halbfinale
| 15. Juni 2014 17:05 NZST | England        | 42 : 15 | Irland | North Harbour Stadium, Auckland Schiedsrichter: Angus Gardner (Australien) |
| 15. Juni 2014 17:05 NZST | (34:3) Bericht |         |        | North Harbour Stadium, Auckland Schiedsrichter: Angus Gardner (Australien) |

| 15. Juni 2014 19:35 NZST | Südafrika       | 32 : 25 | Neuseeland | North Harbour Stadium, Auckland Schiedsrichter: Federico Anselmi (Argentinien) |
| 15. Juni 2014 19:35 NZST | (10:15) Bericht |         |            | North Harbour Stadium, Auckland Schiedsrichter: Federico Anselmi (Argentinien) |

Spiel um Platz 3
| 20. Juni 2014 17:05 NZST | Irland          | 23 : 45 | Neuseeland | Eden Park, Auckland Schiedsrichter: Alexandre Ruiz (Frankreich) |
| 20. Juni 2014 17:05 NZST | (23:21) Bericht |         |            | Eden Park, Auckland Schiedsrichter: Alexandre Ruiz (Frankreich) |

Finale
| 20. Juni 2014 19:35 NZST | England | 21 : 20         | Südafrika                                                                                            | Eden Park, Auckland Schiedsrichter: Ben O’Keefe (Neuseeland) |
| 20. Juni 2014 19:35 NZST | Versuche: Earle 39. n.erh. Conlon 52. erh. Erhöhungen: Burns (1/2) Straftritte: Burns (2/3) 17., 44. Morris (1/1) 37. | (11:10) Bericht | Versuche: Kriel (2) 20. erh., 64. erh. Erhöhungen: Pollard (2/2) Straftritte: Pollard (2/2) 14., 46. | Eden Park, Auckland Schiedsrichter: Ben O’Keefe (Neuseeland) |

## Schlussplatzierungen
| Platz | Land        |
| ----- | ----------- |
| 01    | England     |
| 02    | Südafrika   |
| 03    | Neuseeland  |
| 04    | Irland      |
| 05    | Australien  |
| 06    | Frankreich  |
| 07    | Wales       |
| 08    | Samoa       |
| 09    | Argentinien |
| 10    | Schottland  |
| 11    | Italien     |
| 12    | Fidschi     |

England wurde Weltmeister, Fidschi stieg ab und nahm 2015 an der World Rugby U20 Trophy teil.